# Alicia de Champaña
Alicia de Champaña (1195/1196-1246) fue la reina consorte de Chipre por su matrimonio con Hugo I de Chipre. Fue la hija de la reina Isabel de Jerusalén y su tercer esposo Enrique II de Champaña. Alicia fue regente de Chipre de su hijo menor en 1218, y regente nominal de Jerusalén por su sobrino nieto en 1244-1247. Junto con su hermana Felipa pasó parte de su vida luchando por la tierra natal de su padre en Champaña, sobre otra rama de su familia.